# 藤牧孝仁
藤牧 孝仁（ふじまき たかひと、1976年5月19日 - ）は、日本のキックボクサー。兵庫県出身。身長173cm、体重67kg。はまっこムエタイジム所属。元全日本キックボクシング連盟ライト級1位。